# Vier ernste Gesänge
Vier ernste Gesänge (Quatre cants seriosos), Op. 121, és un cicle de quatre cançons per a baix i piano de Johannes Brahms. Va compondre l'obra a Viena l'any 1896 i la va dedicar a Max Klinger. Un abisme creatiu separa aquests lieder d'altres per a veu solista; l'elecció dels textos bíblics ja és bastant insòlita i el seu plantejament musical encara ho és més. És un veritable "Himne a la mort".
Les cançons van sortir publicades per N. Simrock l'any 1896. Brahms la dedicà a Max Klinger. Escrit per una veu greu, per baix, també hi ha una transcripció per a veu aguda. En la Gesellschaft der Musikfreunde es conserva un esborrany de l'obra amb un disseny per a orquestra. Els textos bíblics, l'estil declamatori de la part vocal que oscil·la entre el recitatiu i l'ària, l'estètica arcaica de la composició, un cert tractament orquestral de la part pianística, tot axò, ens fa pensar en un oratori. Han estat orquestrats per Detlev Glanert i Günter Raphael;

## Textos deLa Bíblia
Entre 1865 i 1868 un jove Brahms (trenta i escaig anys) havia compost Un Rèquiem alemany (Ein deutsches Rèquiem), obra en la qual va tractar el tema de la mort. Pel que fa als textos, es va basar en una recopilació de cites bíbliques d'acord amb la traducció de Luter. Un trenta anys després, al final de la seva vida, va compondre les Vier ernste Gesänge i, un vegada més, trià textos de La Bíblia. La seva gran amiga Clara Schumann hi havia patit un ictus cerebral el 26 de març de 1896. Brahms va completar la composició d'aquest cicle de cançons pel seu aniversari, el 7 de maig, el que seria el seu darrer aniversari (tot anticipant la seva mort).
Els textos de les primeres tres cançons són de l'Antic Testament i tracten de la mort, la transcendència de la vida i l'opressió. El text de la quarta cançó està agafat del Nou Testament i el temes són la fe, l'esperança i la caritat.
Els títols originals:
1. Denn es gehet dem Menschen wie dem Vieh (Prediger Salomo, Kap. 3)
2. Ich wandte mich, und sahe an (Prediger Salomo, Kap. 4)
3. O Tod, wie bitter bist du (Jesus Sirach, Kap. 41)
4. Wenn ich mit Menschen- und mit Engelszungen (S. Pauli an die Corinther I., Kap. 13)

Les fonts bíbliques:
1. Denn es gehet dem Menschen (El destí dels fills de l'home i el destí de les bèsties és el mateix) de l'Eclesiastès (3:19–22)
2. Ich wandte mich, und sahe an (Jo vaig veure totes les opressions) de l'Eclesiastès (4:1–3)
3. O Tod, wie amarg bist du (O mort, com és d'amarg el teu pensament) del Siràcida (41:1–2)
4. Wenn ich mit Menschen (Quan parlava les llengües dels homes i dels àngels) de la Primera carta als Corintis (13:1–3,12–13)

## Estrena
L'estrena fou a Viena el 9 de novembre de 1896 en presència del compositor. Els interpretaren dos artistes holandesos: el baríton Anton Sistermans i el jove pianista de 20 anys Coenraad V. Bos. Brahms, en acabar el concert, els va donar les gràcies i els va dir que havien "interpretat perfectament les seves intencions".
Dues setmanes més tard, Bos va acompanyar un altre cantant, Raimund von zur-Mühlen, en les quatre cançons. Zur-Mühlen no estava còmode amb diminuendo final, així que va demanar a Bos de continuar el crescendo i acabar amb un fff en lloc del p que Brahms havia indicat. Quan més tard, Zur-Mühlen va parlar a Brahms sobre el canvi, el compositor li va respondre que "els vas cantar magníficament. No vaig notar cap error".

## Estructura
En la taula següent, la clau és que de la composició original, marcant i el temps és també donat. Els enllaços per separar les puntuacions proporcionen la versió per veu alta.
| Núm. | Text inicial                 | Tempo                     | Tonalitat       | Mètrica | Partitura | Anàlisi                                     |
| ---- | ---------------------------- | ------------------------- | --------------- | ------- | --------- | ------------------------------------------- |
| 1    | Denn es gehet dem Menschen   | Andante                   | Re menor        | 4/4     |           | Anàlisi de cançó 1[Enllaç no actiu]         |
| 2    | Ich wandte mich, und sahe un | Andante                   | Sol menor       | 3/4     |           | Anàlisi de cançó 2[Enllaç no actiu]         |
| 3    | O Tod, wie amarg bist du     | Grave                     | Mi menor        | 3/2     |           | Anàlisi de cançó 3[Enllaç no actiu]         |
| 4    | Wenn ich mit Menschen        | Andante con moto et anima | Mi bemoll major | 4/4     |           | Anàlisi de la cançó núm. 4[Enllaç no actiu] |

## Enregistraments
Kathleen Ferrier va enregistrar Vier ernste Gesänge el 1947 amb el pianista Phyllis Spurr, i el 1950 amb John Newmark. Un crític va escriure a la revista Gramòfon:
| « | La línia vocal abasta prop de dues octaves,... però Miss Ferrier compleix triomfalment totes les seves demandes, i en cap altre lloc que en la meravellosa tercera cançó, "O Tod, wie bitter du", en la qual ella bellament cobreix les notes principals, i en l'última cançó, en la qual dona una expressió tan noble, amb veu plena, a la gran frase que s'estableix a les paraules "Nun aber bleibet glaube, hoffnung, liebe, diese drei" ("Ara existeix la fe, l'esperança i l'amor, aquests tres"). Aquí, doncs, tenim un gran assoliment de l'art del cantant. | » |

L'any 1949 va fer un concert al Royal Albert Hall de Londres, i va cantar una versió orquestrada en anglès amb l'Orquestra Simfònica de la BBC, dirigida per Malcolm Sargent.
Hans Hotter enregistrà les cançons l'any 1951 amb el pianista Gerald Moore, juntament amb altres cançons de Brahms i una part de la Cantata BWV 82 de Bach. Dietrich Fischer-Dieskau va enregistrar les cançons diversos cops, primer el 1949 en el seu primer enregistrament amb Deutsche Grammophon, acompanyat per Hertha Klust; els va tornar a enregistrar amb Daniel Barenboim el mes de març de 1972 (449 633–2) i més tard amb Jörg Demus. Christian Gerhaher i el pianista Gerold Huber els van enregistrar l'any 2002. Helen Traubel va enregistrar les cançons el 1949 amb l'acompanyament al piano de Coenraad V. Bos.

### Altres fonts documentals
- Whittall, A. «The Vier ernste Gesänge Op.121: Enrichment and Uniformity». A: Pascall, Robert. Brahms [1]: Biographical, Documentary and Analytical Studies.  Cambridge University Press, 1983, p. 191–207. ISBN 978-0-521-24522-7.
- Beller-McKenna, D. «Brahms on Schopenhauer: the Vier ernste Gesänge, Op.121, and Late Nineteenth-Century Pessimism». A: Brodbeck, David. Brahms Studies, i.  University of Nebraska Press, 1994, p. 170–188. ISBN 978-0-8032-1243-5.
- Anno Hellenbroich. «Johannes Brahms' "Four Serious Songs" — An Introduction».   The Schiller Institute, 2003.
- Church, L. «Brahms's Late Spirituality / Hope in the Vier ernste Gesänge, Op.121» (PDF).  The Florida State University College of Music, 2011.